# Episodi di Detective Conan (undicesima stagione)
Questa è una lista degli episodi dell'undicesima stagione della serie anime Detective Conan.

## Lista episodi
| Nº Ja | Nº It | Titolo italiano Giapponese 「Kanji」 - Rōmaji - Traduzione letterale | In onda           | In onda        |
| Nº Ja | Nº It | Titolo italiano Giapponese 「Kanji」 - Rōmaji - Traduzione letterale | Giapponese        | Italiano       |
| 291   | 313   | La principessa dell'isola disabitata e il palazzo del re dei draghi - prima parte - 「孤島の姫と龍宮城（事件編）」 - Kotō no hime to ryugujo (jikenhen) – "La principessa dell'isola disabitata e il palazzo del re dei draghi (parte del caso)" | 19 agosto 2002    | 7 maggio 2007  |
| 291   | 313   | Una TV di Okinawa organizza una gara tra detective alla quale parteciperanno Kogoro ed Heiji. Il giorno prima dell'evento Conan e Heiji, insieme a Ran e Kazuha, accompagnano la troupe su un'isola disabitata in cui, tempo prima, era stato trovato un cadavere che non era mai stato identificato. Dopo essere arrivata sull'isola una componente della troupe viene assassinata e accanto al corpo viene ritrovato uno strano messaggio. La nave che aveva condotto il gruppo sull'isola scompare insieme al suo capitano. |                   |                |
| 292   | 314   | La principessa dell'isola disabitata e il palazzo del re dei draghi - seconda parte - 「孤島の姫と龍宮城（追求編）」 - Kotō no hime to ryugujo (tsuikyūhen) – "La principessa dell'isola disabitata e il palazzo del re dei draghi (parte dell'investigazione)" | 26 agosto 2002    | 9 maggio 2007  |
| 292   | 314   | Conan e Heiji perlustrano la casa in cui hanno trovato riparo per la notte e ritrovano alcune scritte su porte e mobili. I due sentono un forte rumore, si precipitano fuori e scoprono che la barca che li aveva condotti sull'isola si è schiantata sul molo. La barca è arrivata in quel punto sfruttando il pilota automatico. Il capitano è morto e il suo cadavere si trova legato all'esterno dell'imbarcazione. |                   |                |
| 293   | 315   | La principessa dell'isola disabitata e il palazzo del re dei draghi - terza parte - 「孤島の姫と龍宮城（解決編）」 - Kotō no hime to ryugujo (kaiketsuhen) – "La principessa dell'isola disabitata e il palazzo del re dei draghi (parte della soluzione)" | 2 settembre 2002  | 11 maggio 2007 |
| 293   | 315   | Perlustrando una nuova stanza della casa Conan e Heiji scoprono un nuovo indizio. Grazie a una frase pronunciata da Kazuha riguardo a Conan, i due detective riescono a capire come sono andate realmente le cose e organizzano una trappola per incastrare il colpevole. |                   |                |
| 294   | 316   | Incontri di tennis, incontri d'amore - prima parte - 「愛と決断のスマッシュ（前編）」 - Ai to ketsudan no sumasshu (zenpen) – "Smash di amore e determinazione (prima parte)" | 9 settembre 2002  | 14 maggio 2007 |
| 294   | 316   | Genta compra un biglietto della lotteria e vince un viaggio premio a Kumakoto per partecipare a un torneo di tennis. I giovani detective vengono accompagnati da Ran, Kogoro e Sonoko. Ran e Sonoko trovano un cellulare sul quale compare un messaggio che invita la proprietaria del telefono a un appuntamento. Le ragazze raggiungono il luogo indicato, ma Ran viene rapita da due individui. Ran riesce a contattare telefonicamente Conan e a dare qualche indicazione sul luogo in cui è rinchiusa. I rapitori però la scoprono e interrompono la comunicazione. |                   |                |
| 295   | 317   | Incontri di tennis, incontri d'amore - seconda parte - 「愛と決断のスマッシュ（后編）」 - Ai to ketsudan no sumasshu (kōhen) – "Smash di amore e determinazione (seconda parte)" | 16 settembre 2002 | 16 maggio 2007 |
| 295   | 317   | I rapitori imbavagliano Ran e chiedono cinquanta milioni di yen come riscatto e danno ai poliziotti due ore di tempo per procurarli. Conan, ripensando al messaggio scritto sul cellulare, capisce dove viene tenuta prigioniera Ran e riesce a salvarla. Parlando con i rapitori, Conan intuisce che i malviventi hanno deciso di uccidere l'organizzatore del torneo di tennis e quindi c'è ancora un componente della banda in libertà. Conan riesce a capire chi è il potenziale assassino e a fermarlo prima che possa commettere l'omicidio. |                   |                |
| 296   | 318   | Pesca sulla casa galleggiante 「屋形船釣ショック」 - Yakatabune tsuri shokku – "Shock durante la pesca sulla casa galleggiante" | 14 ottobre 2002   | 18 maggio 2007 |
| 296   | 318   | Kogoro, Ran e Conan accettano l'invito di un cliente di Kogoro a passare una serata sulla sua barca galleggiante. Uno degli ospiti dell'uomo muore mentre sta pescando perché ha colpito con la canna da pesca un cavo elettrico scoperto. Il poliziotto inviato per indagare sulle cause dell'incidente rivela che la colpa potrebbe essere addossata al capitano della nave che non si è preso cura delle condizioni dell'imbarcazione. Conan, però, non è convinto che si tratti di un incidente. Infatti scopre che è stato un omicidio. |                   |                |
| 297   | 319   | Battaglia in tribunale - prima parte - 「法廷の対決Ⅱ 妃VS九条（前編）」 - Hōtei no taiketsu two - Kisaki tai Kujō (zenpen) – "Scontro in tribunale II - Kisaki contro Kujo (prima parte)" | 21 ottobre 2002   | 21 maggio 2007 |
| 297   | 319   | Eri viene nominata avvocato d'ufficio e deve difendere un uomo accusato di omicidio premeditato. L'avvocatessa non riesce a capire il motivo dell'accusa di premeditazione, ma non sa che il pubblico ministero Khujo ha scoperto che la vittima vessava una ragazza, figlia dell'imputato, e che quindi l'uomo potrebbe avere avuto un movente per il gesto che ha compiuto. |                   |                |
| 298   | 320   | Battaglia in tribunale - seconda parte - 「法廷の対決Ⅱ 妃VS九条（後編）」 - Hōtei no taiketsu two - Kisaki tai Kujō (kōhen) – "Scontro in tribunale II - Kisaki contro Kujo (seconda parte)" | 28 ottobre 2002   | 23 maggio 2007 |
| 298   | 320   | Conan convince Kogoro a diventare avvocato aggiunto per potere aiutare Eri nel caso e, una volta in tribunale, prima gli lascia esporre la sua teoria non troppo brillante, poi lo addormenta e spiega a tutti come sono andate realmente le cose. |                   |                |
| 299   | 321   | Amicizia e omicidio allo stretto di Kammon - prima parte - 「友情と殺意の関門海峡（前編）」 - Yūjō to satsui no Kanmon kaikyō (zenpen) – "Intento di amicizia e omicidio allo stretto di Kammon (prima parte)" | 4 novembre 2002   | 25 maggio 2007 |
| 299   | 321   | Kogoro vince un viaggio a Kammon e porta con sé Conan e Ran. Lì i tre conoscono alcuni amici che si offrono di fargli da guida per le strade della città. Giunti in prossimità di un ponte, i ragazzi raccontano che un loro compagno di scuola si era suicidato gettandosi nel vuoto proprio in quel luogo. Successivamente il gruppo incontra un altro ex compagno di liceo che è implicato nella vicenda del suicidio. Il giorno successivo quest'ultimo viene ritrovato morto. |                   |                |
| 300   | 322   | Amicizia e omicidio allo stretto di Kammon - seconda parte - 「友情と殺意の関門海峡（後編）」 - Yūjō to satsui no Kanmon kaikyō (kōhen) – "Intento di amicizia e omicidio allo stretto di Kammon (seconda parte)" | 18 novembre 2002  | 28 maggio 2007 |
| 300   | 322   | Grazie al filmato di una telecamera presente nel tunnel dei passeggeri, gli alibi dei quattro ragazzi vengono smontati. Una delle ragazze del gruppo confessa di essere l'assassina, ma afferma di avere colpito l'uomo una volta sola, mentre il cadavere presenta evidenti segni di un secondo colpo. Conan riesce a scoprire chi è il vero assassino. |                   |                |
| 301   | 325   | Parata di cattiveria e di santi - prima parte - 「悪意と聖者の行進（前編）」 - Akui to seija no kōshin (zenpen) – "Parata di malizia e di santi (prima parte)" | 25 novembre 2002  | 4 giugno 2007  |
| 301   | 325   | Conan, Ai, Agasa e i Giovani Detective assistono alla parata che la squadra dei Tokyo Spirits ha allestito in occasione della vittoria dello scudetto; qui incontrano Sato e Shiratori, che stanno indagando in incognito. Poco dopo arriva anche Takagi, ma il suo travestimento lo rende incredibilmente simile a Matsuda, un collega di Sato morto in servizio. Sato si arrabbia molto e gli tira uno schiaffo. L'auto di Takagi esplode, ma riesce a salvarsi. Una telefonata alla centrale di polizia avvisa Megure che è esplosa un'altra bomba in città. |                   |                |
| 302   | 326   | Parata di cattiveria e di santi - seconda parte - 「悪意と聖者の行進（後編）」 - Akui to seija no kōshin (kōhen) – "Parata di malizia e di santi (seconda parte)" | 2 dicembre 2002   | 6 giugno 2007  |
| 302   | 326   | Conan, guardando il filmato che Mitsuhiko ha fatto con la videocamera, capisce che il colpevole è collegato in qualche modo agli addetti che consegnano la posta. Poco dopo avviene una rapina all'interno della sede, ma la polizia è già lì in incognito. A fine caso, mentre tutti li spiano, Sato e Takagi non hanno il coraggio di esprimere i loro sentimenti. |                   |                |
| 303   | 331   | Il ritorno della vittima 「戻ってきた被害者」 - Modotte kita higaisha – "Il ritorno della vittima" | 9 dicembre 2002   | 14 giugno 2007 |
| 303   | 331   | Una donna trova il cadavere di un'anziana all'interno di un divano acquistato in un mercatino dell'usato. Conan e i giovani detective aiutano Takagi a capire se l'anziana era già morta oppure è stata uccisa dalla donna. |                   |                |
| 304   | 327   | Dipartimento di polizia in sospeso, 12 milioni di ostaggi - prima parte - 「揺れる警視庁 1200万人の人侃」 - Yureru keishichō - Sennihyakuman-nin no hito jichi – "Dipartimento di polizia in sospeso - 12 milioni di ostaggi [Speciale di due ore]" | 6 gennaio 2003    | 8 giugno 2007  |
| 304   | 327   | In un flashback viene ripercorsa la vita di Matsuda da quando è diventato collega di Sato fino al momento della sua morte. Durante un'indagine relativa a un attentatore seriale l'agente si è sacrificato per leggere l'indizio presente su una bomba che avrebbe permesso di scoprire la posizione di un altro ordigno. Matsuda, nell'ultimo SMS inviato a Sato, oltre a rivelarle il luogo in cui recarsi, le scrive: "Mi piacevi davvero". |                   |                |
| 304   | 328   | Dipartimento di polizia in sospeso, 12 milioni di ostaggi - seconda parte - 「揺れる警視庁 1200万人の人侃」 - Yureru keishichō - Sennihyakuman-nin no hito jichi – "Dipartimento di polizia in sospeso - 12 milioni di ostaggi [Speciale di due ore]" | 6 gennaio 2003    | 11 giugno 2007 |
| 304   | 328   | Shiratori e Takagi si trovano di fronte a un bar dove è stata segnalata la presenza di una bomba, ma controllando da cima a fondo non trovano nulla. I due se ne stanno per andare quando incontrano Sato insieme ai Giovani Detective. A un certo punto Shiratori decide di andarsene, ma la bomba, che si trovava nella sua auto, esplode; Shiratori riporta gravi ferite e viene portato subito in ospedale. Sato trova un biglietto e nota che la calligrafia di chi ha scritto il messaggio è la stessa dell'attentatore che qualche anno prima aveva ucciso Matsuda. |                   |                |
| 304   | 329   | Dipartimento di polizia in sospeso, 12 milioni di ostaggi - terza parte - 「揺れる警視庁 1200万人の人侃」 - Yureru keishichō - Sennihyakuman-nin no hito jichi – "Dipartimento di polizia in sospeso - 12 milioni di ostaggi [Speciale di due ore]" | 6 gennaio 2003    | 12 giugno 2007 |
| 304   | 329   | Dopo alcuni tentativi andati a vuoto Conan decifra il messaggio e capisce che la bomba principale si trova alla torre di Tohto; appena arrivano sul posto una bomba più leggera è già scoppiata facendo fermare l'ascensore con una bambina bloccata all'interno. Questo induce Takagi e Conan a salire sulla torre nonostante Sato sia decisamente contraria; Conan riesce a salvare la bambina, ma prima che riesca anche lui a mettersi in salvo, una seconda bomba esplode intrappolando Conan e Takagi all'interno dell'ascensore con la bomba principale in grado di fare saltare in aria tutta la torre. Il timer segna 1h e 40' e Conan e Takagi cercano di disinnescarla. |                   |                |
| 304   | 330   | Dipartimento di polizia in sospeso, 12 milioni di ostaggi - quarta parte - 「揺れる警視庁 1200万人の人侃」 - Yureru keishichō - Sennihyakuman-nin no hito jichi – "Dipartimento di polizia in sospeso - 12 milioni di ostaggi [Speciale di due ore]" | 6 gennaio 2003    | 13 giugno 2007 |
| 304   | 330   | Conan e Takagi non possono disinnescare subito la bomba perché, a tre secondi dal termine del countdown, verrà visualizzato un indizio per trovare un'ulteriore bomba. Conan visualizza la prima parte del messaggio e questa gli è sufficiente per capire dove è localizzata la bomba. Conan taglia quindi il filo a un solo secondo dall'esplosione. Gli artificieri hanno così il tempo di disinnescare la bomba che era stata posizionata proprio nel liceo frequentato da Ran. Sato riesce anche a catturare l'attentatore, vendicando così la morte di Matsuda. |                   |                |
| 305   | 323   | Sospetto invisibile - prima parte - 「見えない容疑者（前編）」 - Mienai yōgisha (zenpen) – "Sospetto invisibile (prima parte)" | 13 gennaio 2003   | 30 maggio 2007 |
| 305   | 323   | A Kogoro viene affidata una piccola parte in uno sceneggiato. Sul set Kogoro scopre che la protagonista è una sua ex compagna di scuola. Durante una pausa dalle riprese la maggior parte del cast e dei tecnici esce per godersi la prima nevicata. L'attrice, rientrata per prima sul set, trova il cadavere di uno degli attori. |                   |                |
| 306   | 324   | Sospetto invisibile - seconda parte - 「見えない容疑者（後編）」 - Mienai yōgisha (kōhen) – "Sospetto invisibile (seconda parte)" | 20 gennaio 2003   | 1º giugno 2007 |
| 306   | 324   | La polizia non riesce a trovare l'arma del delitto. Inoltre la protagonista dello sceneggiato risulta essere la principale sospettata poiché non possiede un alibi. Conan capisce come si sono svolti i fatti, ma non può addormentare Kogoro perché ha già utilizzato l'ago soporifero. |                   |                |
| 307   | 332   | I resti di una testimonianza silente - prima parte - 「残された声なき証言（前編）」 - Nokosareta koenaki shōgen (zenpen) – "Testimonianza lasciata senza voce (prima parte)" | 27 gennaio 2003   | 15 giugno 2007 |
| 307   | 332   | Tre uomini si rivolgono all'agenzia di Kogoro per ritrovare il signor Suguru Itakura, un ingegnere che progetta software per computer. Ascoltando i loro racconti Conan scopre che Itakura era spaventato dopo essere stato contattato da Tequila. Kogoro scopre che Itakura alloggia in un albergo. Il gruppo riesce a introdursi nella stanza di Itakura, ma egli viene ritrovato morto. |                   |                |
| 308   | 333   | I resti di una testimonianza silente - seconda parte - 「残された声なき証言（後編）」 - Nokosareta koenaki shōgen (kōhen) – "Testimonianza lasciata senza voce (seconda parte)" | 3 febbraio 2003   | 18 giugno 2007 |
| 308   | 333   | Conan scopre che l'uomo è stato eliminato e riesce a svelare l'identità del colpevole. Approfittando della distrazione dei presenti Conan riesce anche a copiare su un dischetto il diario che Itakura tiene sul suo PC. Con l'aiuto di Agasa Conan cerca in quel testo informazioni sull'organizzazione. Mentre rientrano a casa Ran e Conan incontrano anche Akai. |                   |                |
| 309   | 334   | Il diario - prima parte - 「黒の組織との接触（交渉編）」 - Kuro no soshiki to no sesshoku (kōshō hen) – "Contatto con l'Organizzazione nera (parte della negoziazione)" | 10 febbraio 2003  | 19 giugno 2007 |
| 309   | 334   | Shuichi scambia alcune parole con Ran. Conan chiede a Ran il motivo per cui conosce Akai e lei risponde che è un agente dell'FBI incontrato durante il viaggio a New York con Shinichi. Conan raggiunge l'abitazione di Agasa e qui, analizzando il diario di Itakura, scopre che il testo nasconde al suo interno un altro scritto. Conan capisce che l'Organizzazione nera ha commissionato a Itakura la realizzazione di un software e che i contatti per la consegna devono avvenire nella casa in montagna dell'ingegnere. Inoltre Itakura scrisse che non poteva completare il lavoro per l'Organizzazione "per il bene dell'umanità", e una frase in inglese di Vermouth che rispose a una telefonata di Itakura recita "We can be both God and the Devil, since we're trying to raise the dead against the stream of time", ovvero "Possiamo essere sia Dio che il Diavolo, in quanto, contro lo scorrere del tempo, stiamo cercando di resuscitare i morti", il che fa capire che lo scopo dell'Organizzazione è probabilmente quello di resuscitare i morti. Grazie alle indicazioni presenti nel diario Conan e Agasa raggiungono la casa di montagna di Itakura, dove quest'ultimo teneva nascosto il misterioso software che gli era stato richiesto dall'organizzazione. Mentre Conan e Agasa sono intenti a perlustrare l'abitazione Vodka chiama al telefono fisso della casa. |                   |                |
| 310   | 335   | Il diario - seconda parte - 「黒の組織との接触（追跡編）」 - Kuro no soshiki to no sesshoku (tsuiseki hen) – "Contatto con l'Organizzazione nera (parte dell'inseguimento)" | 17 febbraio 2003  | 20 giugno 2007 |
| 310   | 335   | Conan, utilizzando la voce di Itakura, si accorda con Vodka per la consegna del software. Conan e Agasa rientrano a Tokyo per recarsi all'appuntamento, ma la loro macchina si ferma e i due sono costretti a chiedere un passaggio. Conan capisce che le persone che li hanno aiutati sono rapinatori in fuga dalla polizia. |                   |                |
| 311   | 336   | Il diario - terza parte - 「黒の組織との接触（決死編）」 - Kuro no soshiki to no sesshoku (kesshi hen) – "Contatto con l'Organizzazione nera (parte della disperazione)" | 24 febbraio 2003  | 21 giugno 2007 |
| 311   | 336   | Conan neutralizza i malviventi. Mentre Agasa contatta la polizia Conan decide di raggiungere a piedi il luogo dell'appuntamento. Conan prepara una trappola per smascherare Vodka, ma l'intervento di Gin vanifica tutti i suoi tentativi di scoprire qualcosa in più sull'organizzazione. |                   |                |
| 312   | 337   | Il festival delle bambole - prima parte - 「夕陽に染まった雛人形（前編）」 - Yuhi ni somatta hinaningyō (zenpen) – "Bambole tinte nel tramonto del sole (prima parte)" | 3 marzo 2003      | 22 giugno 2007 |
| 312   | 337   | Ai rivela a Conan che lo scopo delle sue ricerche era trovare qualcosa che per la maggior parte delle persone non ha valore. Ai parla inoltre dei suoi genitori svelando che, nell'ambito scientifico, erano considerati alla stregua di "Scienziati pazzi". Attraverso un trabocchetto, Ai fa rivelare a Conan di essere stato a caccia degli uomini in nero e che era finito per rimanere rinchiuso in quell'armadietto nell'attesa che arrivassero i membri dell'organizzazione. Nel frattempo i Giovani Detective accompagnano Ayumi a casa di una donna che ha promesso di regalarle la sua collezione di bambole giapponesi a condizione che le disponga nell'ordine esatto. Si presenta anche un uomo interessato a comprare una pergamena che si trova nell'abitazione, ma la padrona di casa, nonostante le insistenze dell'uomo, afferma che la pergamena non è in vendita. Mentre tutti si allontanano, alcuni ladri mettono sottosopra la casa e rubano la pergamena. |                   |                |
| 313   | 338   | Il festival delle bambole - seconda parte - 「夕陽に染まった雛人形（後編）」 - Yuhi ni somatta hinaningyō (kōhen) – "Bambole tinte nel tramonto del sole (seconda parte)" | 10 marzo 2003     | 25 giugno 2007 |
| 313   | 338   | Conan e i Giovani Detective notano che una bambola è stata scambiata di posto. Conan scopre che la pergamena non era stata rubata ma solo nascosta dalla padrona di casa. Alla fine Ayumi chiede alla signora di fare una foto a lei e agli altri bambini mentre sono illuminati dalla luce del tramonto e seduti sui gradini, così da ricordare la disposizione delle bambole giapponesi. |                   |                |
| 314   | 339   | Testimoni di un crimine 「壊れた柵の展望台」 - Kowareta saku no tenbōdai – "Il recinto spezzato dell'osservatorio" | 17 marzo 2003     | 27 giugno 2007 |
| 314   | 339   | Kogoro, Ran e Conan si trovano in un parco in montagna, quando improvvisamente vedono un uomo precipitare da un dirupo. Tutto fa pensare che sia un incidente, ma in realtà le cose sono andate diversamente. |                   |                |
| 315   | 340   | Il maestro e l'allievo 「陽のあたる場所」 - Hi no ataru basho – "Un posto esposto al sole" | 14 aprile 2003    | 28 giugno 2007 |
| 315   | 340   | Kogoro si reca a trovare un maestro di pittura che vive in una villa in compagnia del suo migliore allievo. La mattina seguente l'uomo viene trovato impiccato a una canna di bambù. Tutto fa supporre che si sia trattato di un suicidio, ma Conan la pensa diversamente. L'allievo, infatti, lo ha ucciso utilizzando un nastro registrato per posticipare la presunta ora del decesso. |                   |                |
| 316   | 341   | Il mistero di Faccia di Lupo - prima parte - 「汚れた覆面ヒーロー（前編）」 - Yogoreta fukumen no hīrō (zenpen) – "L'eroe mascherato appannato (prima parte)" | 21 aprile 2003    | 2 luglio 2007  |
| 316   | 341   | Kogoro, Ran e Conan assistono a un incontro di wrestling dove si esibisce un uomo che è solito indossare una maschera da lupo. Durante un combattimento uno dei wrestler viene assassinato nello spogliatoio. La polizia trova un video dove si vede che a pugnalare l'atleta è stato un uomo che indossa una maschera di lupo. |                   |                |
| 317   | 342   | Il mistero di Faccia di Lupo - seconda parte - 「汚れた覆面ヒーロー（後編）」 - Yogoreta fukumen no hīrō (kōhen) – "L'eroe mascherato appannato (seconda parte)" | 28 aprile 2003    | 4 luglio 2007  |
| 317   | 342   | Takagi risale a quattro sospettati che non hanno un alibi, ma Faccia di Lupo è il maggior indiziato. Conan capisce che il vero Faccia di Lupo non può essere colpevole, perché chi ha commesso l'omicidio sembrava non essere abituato a indossare una maschera. |                   |                |
| 318   | 343   | Il portasigari portafortuna - prima parte - 「幸運のシガーケース（前編）」 - Koūn no shigākēsu (zenpen) – "Il portasigari della fortuna (prima parte)" | 5 maggio 2003     | 5 luglio 2007  |
| 318   | 343   | Conan, Ran e Kogoro rimangono in panne con l'auto e, dato che sta piovendo, cercano riparo alla Kuron, un'azienda di poltrone massaggianti. Mentre Kogoro prova tutte le poltrone il presidente della fabbrica viene pugnalato al cuore, ma si salva grazie al portasigari che teneva nel taschino. Dopo avere bucato le ruote delle auto degli altri dipendenti il colpevole fugge in macchina. L'auto però esce fuori strada e l'aggressore muore. Conan capisce subito che la situazione è più complessa di come sembra. |                   |                |
| 319   | 344   | Il portasigari portafortuna - seconda parte - 「幸運のシガーケース（後編）」 - Koūn no shigākēsu (kōhen) – "Il portasigari della fortuna (seconda parte)" | 12 maggio 2003    | 6 luglio 2007  |
| 319   | 344   | Grazie alle telecamere di sicurezza Conan riesce ad avere qualche informazione in più. Anche l'analisi del tragitto compiuto dal presunto colpevole permette a Conan di capire come si sono svolti i fatti. Conan incastra il colpevole e svela tutto attraverso le parole di Kogoro. Il vero colpevole è il presidente: l'aggressore doveva credere di averlo ucciso e poi fuggire con la macchina precedentemente manomessa. |                   |                |
| 320   | 345   | Un alibi di ferro 「忍法アリバイ工作の術」 - Ninpō aribai kōsaku no jutsu – "Arte ninja: l'arte di costruirsi un alibi" | 19 maggio 2003    | 9 luglio 2007  |
| 320   | 345   | Kogoro viene contattato dalla polizia perché nei vestiti di un uomo assassinato viene rinvenuto un biglietto da visita della sua agenzia investigativa. Kogoro e Conan raggiungono Megure sul luogo del delitto. Appena vede il cadavere Conan capisce che è uno degli allievi di un famoso scrittore. Con Kogoro si erano conosciuti quando aveva contattato l'investigatore per una consulenza su un romanzo. Dopo avere parlato con le persone coinvolte, Conan capisce che una delle prove che scagionano il secondo allievo è stata costruita dalla vittima ed è stata sfruttata dall'assassino per crearsi un alibi quasi perfetto. |                   |                |
| 321   | 346   | Il furgoncino scomparso - prima parte - 「消えた誘拐逃走車（前編）」 - Kieta yūkai tōsōsha (zenpen) – "La macchina del rapitore in fuga che sparì (prima parte)" | 26 maggio 2003    | 11 luglio 2007 |
| 321   | 346   | Conan e i Giovani Detective vanno a fare visita a Yun, un loro amichetto che si trova ricoverato in ospedale. Yun vorrebbe andare in sala giochi e chiede ai suoi amici di aiutarlo a uscire di nascosto. I bambini accettano e Conan prende il posto di Yun in ospedale. Un uomo però entra nella camera, rapisce Conan credendo che sia Yun e chiede un riscatto alla famiglia. Una volta consegnato il riscatto la polizia si mette all'inseguimento del furgone dove viaggia il rapitore, ma, dopo essere entrato in un tunnel, esso sparisce nel nulla. |                   |                |
| 322   | 347   | Il furgoncino scomparso - seconda parte - 「消えた誘拐逃走車（後編）」 - Kieta yūkai tōsōsha (kōhen) – "La macchina del rapitore in fuga che sparì (seconda parte)" | 2 giugno 2003     | 12 luglio 2007 |
| 322   | 347   | Yun e i giovani detective tornano in ospedale e così la polizia capisce che al posto del bambino è stato rapito Conan. Questo riesce a fuggire dal luogo in cui è rinchiuso, torna in ospedale e viene interrogato dalla polizia. Takagi e Conan capiscono il trucco utilizzato dal rapitore per fare sparire il furgoncino in galleria. Poco dopo Megure comunica ai detective che è stato rinvenuto il cadavere del rapitore e quindi l'uomo è stato eliminato da un complice. All'inizio la polizia sospetta della fidanzata del padre di Yun, ma Conan riesce a dimostrare che il vero colpevole è l'autista di suo padre. |                   |                |
| 323   | 349   | Prigionieri in soffitta - prima parte - 「服部平次絶体絶命！（前編）」 - Hattori Heiji zettai zetsumei! (zenpen) – "La situazione disperata di Heiji Hattori! (prima parte)" | 9 giugno 2003     | 20 agosto 2007 |
| 323   | 349   | Heiji e Kazuha si recano a Tokyo per parlare con un detective. I due però vengono rapiti e imprigionati nella soffitta di un'avvocatessa. Ella mostra a Heiji un foglio con alcuni numeri: è un codice lasciato dal detective per aprire una cassetta di sicurezza che contiene prove sulla colpevolezza della donna. Nel frattempo Ran e Conan, non vedendo arrivare gli amici con i quali avevano un appuntamento, iniziano a cercarli. Heiji riesce a scoprire qual è il codice, ma sa che anche se lo comunica lui e Kazuha verranno uccisi. Decide allora di escogitare un trucco per permettere a Conan di trovarli. |                   |                |
| 324   | 350   | Prigionieri in soffitta - seconda parte - 「服部平次絶体絶命！（後編）」 - Hattori Heiji zettai zetsumei! (kōhen) – "La situazione disperata di Heiji Hattori! (seconda parte)" | 16 giugno 2003    | 21 agosto 2007 |
| 324   | 350   | Heiji finge di non avere ancora risolto il codice e viene costretto dai rapitori a contattare con una scusa Kogoro e farsi aiutare. Anche Shinichi trova la soluzione e viene così a conoscenza del messaggio. Conan tramite il cellulare di Kogoro invia la risposta. Heiji inventa una scusa per non rivelare immediatamente il contenuto del messaggio e convince i rapitori a farsi portare in banca per aiutarli ad aprire la cassetta di sicurezza. Conan nel messaggio inviato da Heiji ha ricevuto anche un'indicazione criptata che gli ha permesso di capire dove sono stati imprigionati i due. Conan, con l'aiuto delle invenzioni di Agasa, salva Heiji e Kazuha appena in tempo e torna da Kogoro e Ran senza farsi vedere. |                   |                |
| 325   | 351   | Un cavallo rosso fuoco - prima parte - 「炎の中に赤い馬（事件編）」 - Honoo no naka ni akai uma (jiken hen) – "Il cavallo rosso fuoco in mezzo alle fiamme (parte del caso)" | 23 giugno 2003    | 22 agosto 2007 |
| 325   | 351   | Heiji e Kazuha vengono ospitati da Kogoro. Il giorno seguente Conan, Kogoro ed Heiji decidono di seguire una pista fornita da un amico detective. I tre fanno visita a una donna che aveva contattato tale detective perché avvertiva presenze sospette attorno alla sua casa. Nel frattempo a Tokyo si aggira un piromane che lascia una piccola statuetta di un cavallo rosso nei luoghi dove appicca gli incendi. |                   |                |
| 326   | 352   | Un cavallo rosso fuoco - seconda parte - 「炎の中に赤い馬（捜査編）」 - Honoo no naka ni akai uma (sōsa hen) – "Il cavallo rosso fuoco in mezzo alle fiamme (parte dell'investigazione)" | 30 giugno 2003    | 23 agosto 2007 |
| 326   | 352   | Un altro incendio viene appiccato proprio nella villa della donna che aveva contattato il detective. Il cadavere della proprietaria viene ritrovato all'interno della sua abitazione e nella stessa stanza viene rinvenuta anche la statuetta del cavallo rosso. Kogoro, Heiji e Conan decidono di aiutare la polizia nelle indagini e contattano i parenti della vittima per capire se l'incendio è stato provocato dal piromane. Uno dei sospettati confessa di essere l'autore dei crimini, ma Conan non è convinto che sia lui il vero colpevole. |                   |                |
| 327   | 353   | Un cavallo rosso fuoco - terza parte - 「炎の中に赤い馬（解決編）」 - Honoo no naka ni akai uma (kaiketsu hen) – "Il cavallo rosso fuoco in mezzo alle fiamme (parte della soluzione)" | 7 luglio 2003     | 24 agosto 2007 |
| 327   | 353   | Colui che ha confessato di avere appiccato l'incendio non sa dare spiegazioni sul movente e sulle modalità di esecuzione dei delitti. Conan ed Heiji scoprono che l'uomo è stato plagiato ed è stato indotto a confessare un atto criminale che non ha compiuto. L'omicida in realtà ha sfruttato l'indizio del cavallo per fare credere che l'incendio della villa fosse opera di un piromane seriale. |                   |                |
| 328   | 348   | Festa con delitto 「バースデーワインの謎」 - Birthday wine (bāsudē wain) no nazo – "Il mistero del vino di compleanno" | 14 luglio 2003    | 13 luglio 2007 |
| 328   | 348   | Ran riconsegna dei libri a un'amica ed ella la invita, assieme a Conan e Kogoro, a una festa di compleanno. Durante la cena la ragazza viene avvelenata, ma per fortuna l'ambulanza arriva in tempo. Conan cerca di capire chi sia il colpevole. |                   |                |